# Berendrecht (Alphen aan den Rijn)
Berendrecht was een landhuis in de Nederlandse gemeente Alphen aan den Rijn, provincie Zuid-Holland.

## Geschiedenis
De familie Van Berendrecht bezat in de buurt van Leiderdorp het 15e-eeuwse huis Oud-Berendrecht. Zij hielden zowel het huis als de gronden in leen van de abdij van Rijnsburg. In 1574 moest het huis echter worden afgebroken vanwege het beleg van Leiden.
In 1645 werd in Aarlanderveen, nabij Alphen aan den Rijn, door Franck van der Meer van Berendrecht een nieuw huis Berendrecht gebouwd. Hij droeg dit huis, samen met 18 morgen aan land, in leen op aan Rijnsburg, terwijl de goederen van Oud-Berendrecht uit de leenband werden onttrokken. Na zijn overlijden in 1654 kwam het huis terecht bij Johan van der Meer. In 1688 werd zijn zus Clara met Berendrecht beleend.
Na de dood van Clara vererfde Berendrecht in 1693 naar haar neef Johan Aarnout van Ypelaer. Zijn zoon Johan Sebastiaen werd er in 1717 mee beleend. Uit zijn huwelijk met Johanna van Nieustad kwam één dochter voort, Mechtilda. Zij zou in 1746 Berendrecht overnemen na het overlijden van haar vader, maar toen ook moeder Johanna overleed was Mechtilda nog steeds minderjarig. Ze kreeg Johan Arnold Splinter als voogd en hij besloot om het landhuis te verkopen.
Na een openbare veiling werd Melchior Muller in 1753 de nieuwe eigenaar van Berendrecht, maar hij woonde zelf in de nabij gelegen buitenplaats Rijnlust. Dit had mogelijk te maken met de slechte staat waarin Berendrecht inmiddels verkeerde. Muller vertrok uiteindelijk naar het buitenland en liet zowel Rijnlust als Berendrecht in 1767 verkopen.

### Afbraak en kleiwinning
De nieuwe eigenaren waren Barend en Daniël Vergunst. Zij lieten al in 1769 het landhuis afbreken. Hun interesse lag vooral in de kleirijke omgeving: het terrein werd door hen dan ook afgekleid ten behoeve van de dakpannen- en steenbakkerij. Na afloop werd aan de oostzijde van het verdwenen landhuis een boerderij gebouwd; de wapensteen die oorspronkelijk in de poort van het landhuis had gezeten, werd in de gevel van de boerderij geplaatst.
De boerderij brandde begin 20e eeuw af. Piet van Dijk, eigenaar van betonfabriek Van Dijk, herplaatste de wapensteen in de gevel van zijn eigen huis. Nadat dit bedrijf zijn activiteiten had gestaakt, werd in de jaren 80 de woonwijk Berendrecht gebouwd.

### Park
In 1992 zijn de resten van het landhuis Berendrecht opgegraven. Het oude terrein is ingericht als openbaar park waarbij de gracht is hersteld en het toegangspoortje – voorzien van de originele wapensteen - is nagebouwd.

## Beschrijving
Berendrecht was een in classicistische stijl gebouwd landhuis van drie bouwlagen, met aan weerszijden traptorens. Voor het huis lag een plein, omgeven door een muur met op de hoeken torenachtige paviljoens. Het geheel was omgeven door een slotgracht. Een poortje en brug boden toegang tot het huis Berendrecht.